# Udo Dahmen

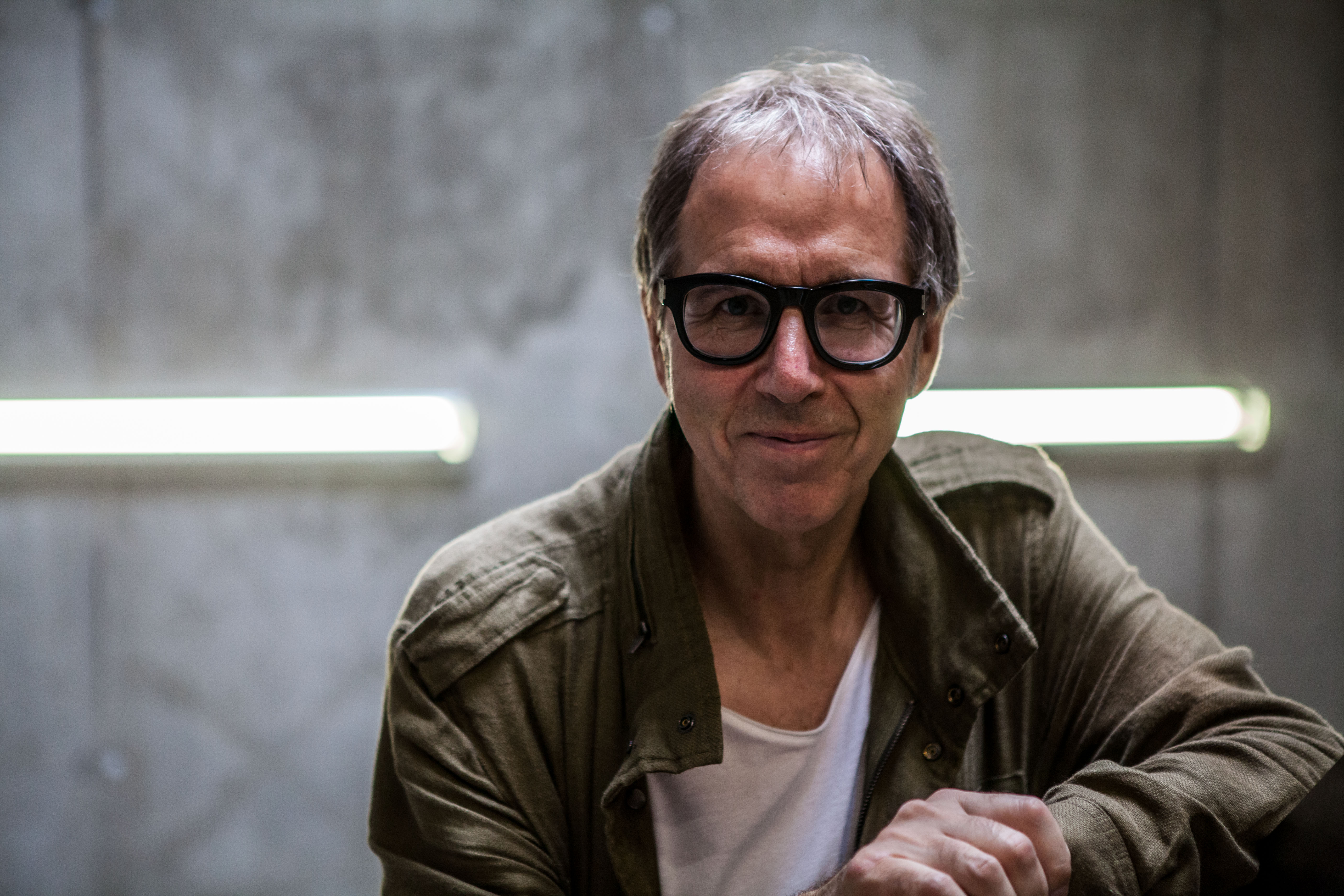
Udo Dahmen (2016)

Udo Dahmen (* 12. Juli 1951 in Aachen) ist Autor und Schlagzeuger. Von 2003 bis 2023 war er künstlerischer Direktor, Geschäftsführer und Professor der Popakademie Baden-Württemberg.

## Lebenslauf

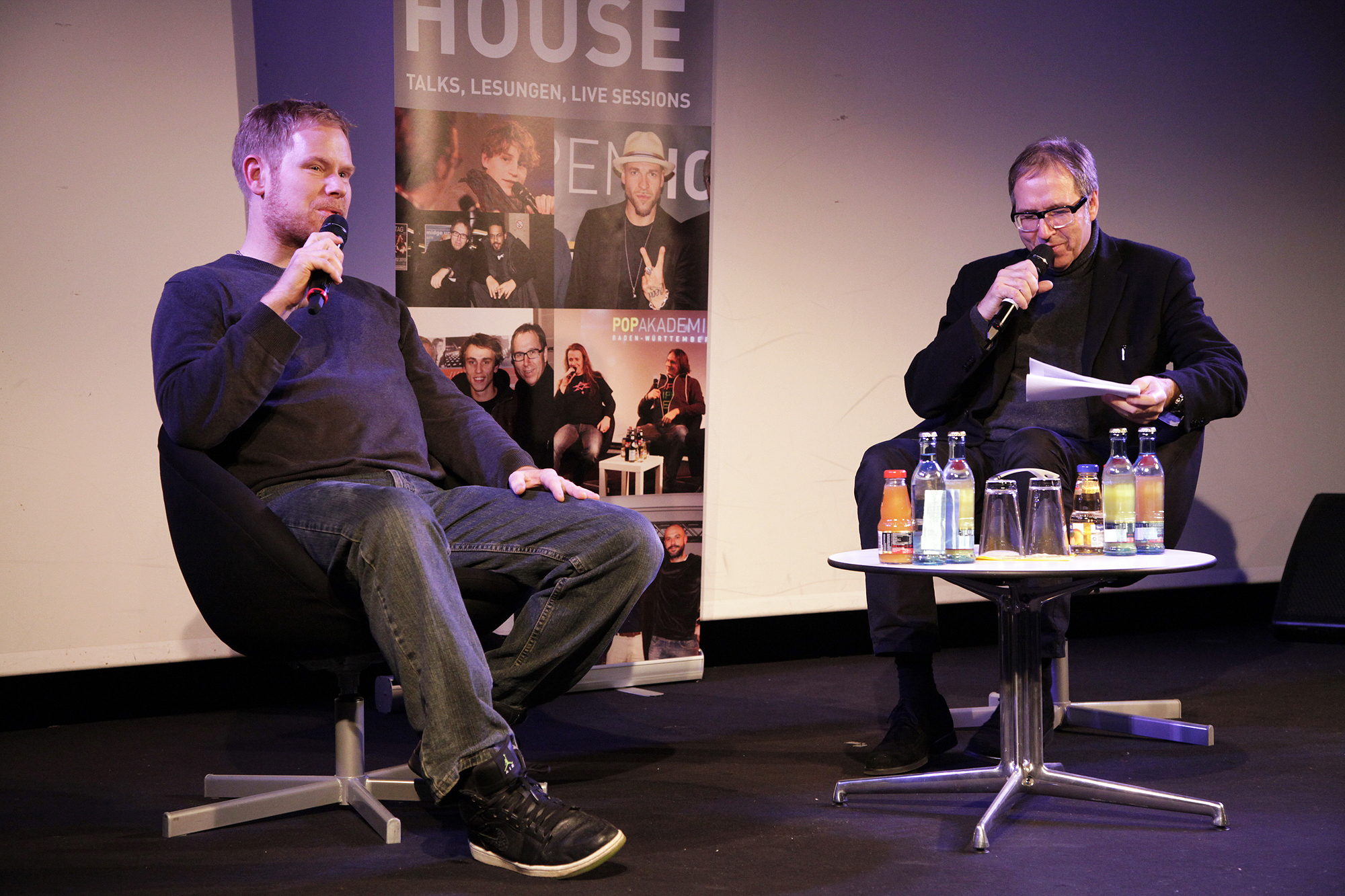
Udo Dahmen (re.) im Gespräch mit Seeed-Frontmann Peter Fox.

Dahmen hat an der Musikhochschule Rheinland in Aachen und Köln klassisches Schlagzeug studiert. Begleitende Studien machte er in Paris bei Dante Agostini.
Nach dem Studium war Dahmen freiberuflicher Musiker in Aachen (Rufus Zuphall) und Drummer der Jazzrock Gruppe Out (mit Theo Jörgensmann, Hendrik Schaper und Micki Meuser), dann in Köln und seit 1980 in Hamburg. In dieser Zeit kam es zu zahlreichen Tonträgerveröffentlichungen und Konzertreisen (Kraan, Lake, Eberhard Schoener feat. Sting, Nervous Germans, Gianna Nannini, Nina Hagen, Jack Bruce, Gary Brooker, Känguru, Sarah Brightman).
Von 1983 bis 2003 war Dahmen Dozent für Popularmusik an der Hochschule für Musik und Theater Hamburg. Zugleich war er von 1988 an Leiter der Yamaha Music Station und von 1994 bis 2003 Sprecher des Popkurs, einem Kontaktstudiengang für Popularmusik an der Hochschule.
2003 wurde Dahmen Vizepräsident des Deutschen Musikrates. Von 2003 bis 2023 war Udo Dahmen künstlerischer Direktor, Geschäftsführer und Professor der Popakademie Baden-Württemberg in Mannheim. Auf ihn folgte 2023 Derek von Krogh. 
Seit 2013 erklärt er samstags im Kulturprogramm SWR2 in der Rubrik „Erklär mir Pop“ einen bekannten Popsong der letzten Jahrzehnte.

## Würdigung der musikalischen Tätigkeit

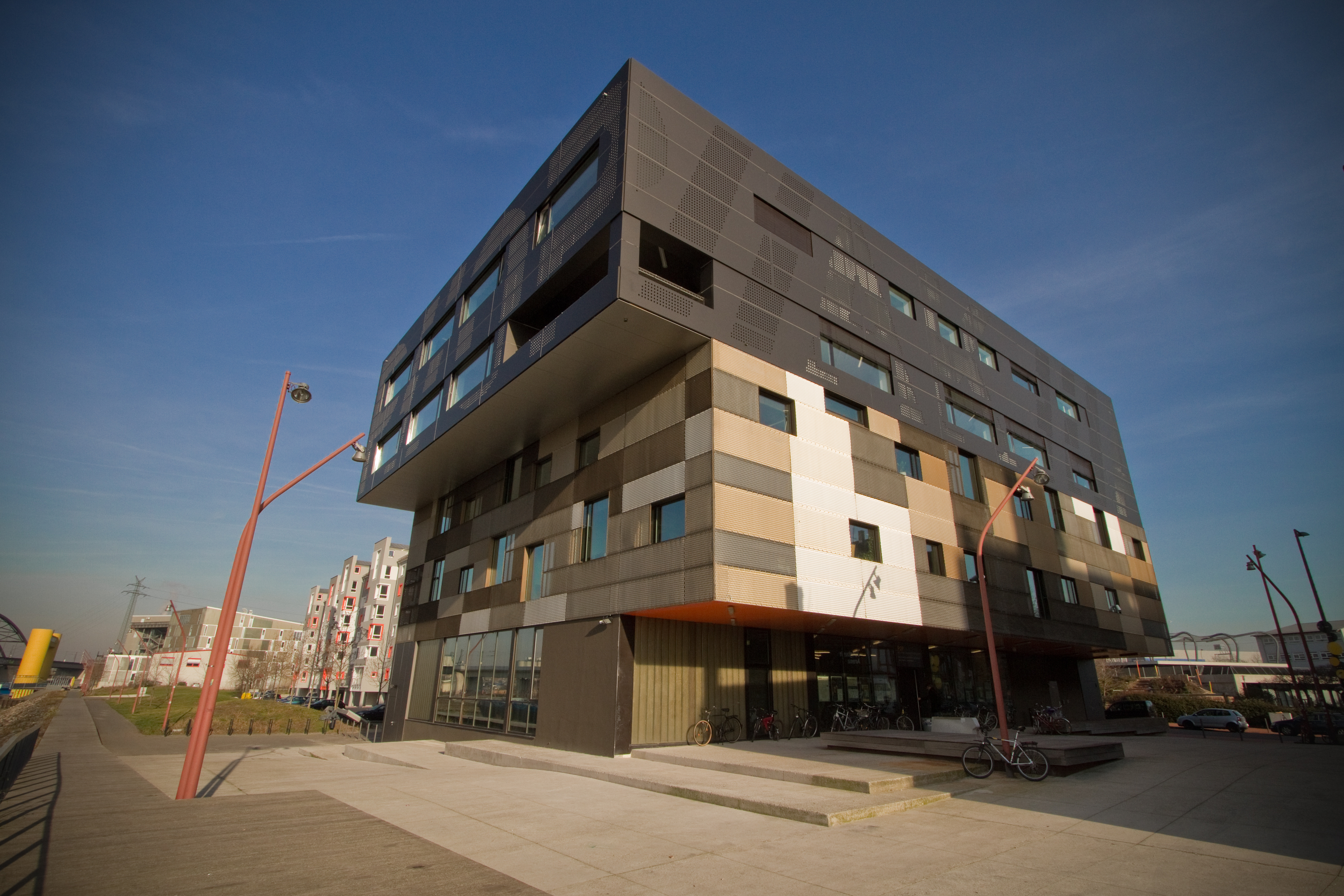
Die Popakademie in Mannheim

Dahmen war und ist maßgeblich an der Entwicklung der Aus- und Weiterbildung im populären Musikbereich und im schlagzeugerischen Zusammenhang beteiligt. Er hat die Entwicklung des Popkurses an der Hochschule für Musik in Hamburg über einen Zeitraum von 20 Jahren (1983–2003) bestimmt. Seit 1994 war er dort Sprecher und Leiter des Studiengangs. Von 1994 bis 2003 hat er den Studiengang Rock, Pop, Jazz an der Berufsfachschule für Musik in Dinkelsbühl aufgebaut. Weiterbildungsmaßnahmen für Schlagzeuger und Musiker in der Populären Musik wurden von ihm seit 1996 an der Bundesakademie für musikalische Jugendbildung in Trossingen initiiert. Die Entwicklung der Popakademie Baden-Württemberg, die aus der Rockstiftung Baden-Württemberg hervorging, wurde von Dahmen als künstlerischem Direktor wesentlich mitgestaltet und beeinflusst. Als Vizepräsident des Deutschen Musikrates hat Dahmen die Modernisierung des Musikrates vorangetrieben. Dabei sind ihm u. a. die aktuellen Entwicklungen im Bereich der Populären Musik zuzuschreiben (Popcamp, Einführung der Populären Musik bei Jugend musiziert). Von 1995 bis 2015 war er Präsident des Deutschen Schlagzeugerverbandes Percussion Creativ. Seit Dezember 2015 ist er Ehrenpräsident des Verbandes.

## Auszeichnungen
Seit 2015 ist Dahmen Ehrenpräsident des Schlagzeugverbands Percussion Creativ e. V. Im April 2023 wurde Dahmen mit dem Verdienstorden des Landes Baden-Württemberg ausgezeichnet. Im April 2023 wurde Dahmen die Ehrennadel der Deutschen Jazzunion überreicht.

## Veröffentlichungen
- Zwischen Kunst und Pädagogik. Profimusiker unterrichten Jazz und Rock, LAG Musik NRW, Remscheid 1992
- Drumbook, AMA-Verlag, Brühl 1994
- Rhythmisches Training, in: Populäre Musik und Pädagogik, Lüneburg 1994
- Musikalische Reisen für Amateure und Profis, in: Populäre Musik und Pädagogik 2, Lüneburg 1996
- Bodypercussion, in: Musik und Unterricht, Velber 1997
- Best of 15: 15 Jahre Popakademie, Udo Dahmen u. Andreas Margara, Schott Music, Mannheim 2018, (inklusive LP), ISBN 3-7957-0027-2.

## CD-Veröffentlichungen
- Charly Mariano: October
- Kraan: Flyday, Tournee, Aladin Tapes
- Inga Rumpf: Lieben, Leiden, Leben
- Anne Haigis: Lass mich fallen wie..., Geheime Zeichen
- Lake: So What
- Eberhard Schöner: Bon Voyage, feat. Sting, Trance - Mission, Harmonia Mundi.
- Tao: Magical Moments
- Achim Reichel: Was Echtes, Melancholie & Sturmflut, Wahre Liebe,
- Die Dozenten: Take it easy - Mit Michael Sagmeister, g., Peter Wölpl, g., Christoph Spendel, kb., Martin Engelien, b., Dahmen, dr.
- SWED: Crosstalk - Mit Sagmeister, g., Wölpl, g., Engelien, b., Dahmen, dr.
- Men in Space: Space ’n Base Martin Engelien, b. Udo Dahmen, dr. Jo Han, keyb. (Kraftwerk) Peter Weniger, sax. Annette Schmidt, voc.
- Hellmut Hattler: HELLMUT HATTLER – Bassball Live Hamburg 1978 (derzeit nur Download via Bandcamp)
- Andreas von Wangenheim: Orlando – 12 Poems for Guitar & Ensemble (Marlboro Music/BMG Ariola 260 240)

CD-Veröffentlichungen als Produzent:
- Michael Sagmeister Motion & Emotion
- Das Auge Gottes Das Auge Gottes
- Das Auge Gottes Das kleine Leben